# 加藤紀子
加藤 紀子（かとう のりこ、1973年1月30日 - ）は、日本の女優、タレント。本名:川辺 紀子（かわなべ のりこ、旧姓：加藤）。三重県鈴鹿市出身。アップフロントクリエイト所属。東京都立代々木高等学校卒業。

## 来歴・人物
1991年、オーディションでアイドルグループ「桜っ子クラブさくら組」の一員として選ばれ、テレビ朝日系『桜っ子クラブ』に出演。同番組が終了した1994年後半から徐々にテレビ番組やラジオ番組への露出が多くなる。特にテレビ東京系で放送していた任天堂一社提供ゲーム関連番組（「マリオ」シリーズ）3本を約5年にわたって渡辺徹と共に司会を務め、当時の子供たちにも人気を博した。
1992年7月25日、シングル『今度私どこか連れていって下さいよ』（森高千里の同名曲のカバー）でワーナーミュージック・ジャパンから歌手デビュー。アップフロントワークスへの移籍を経て、2005年までにシングル12枚、アルバム5枚をリリース。
2000年からフランスへ語学留学したため、芸能活動を休業していたが、1994年から1999年の最終回まで出演していた日本テレビ系クイズ番組『マジカル頭脳パワー!!』の復活スペシャル出演のため、2001年末に途中帰国。2002年春に2年間の留学を終え、芸能界へ復帰。
帰国後は、留学前のようなバラエティ番組への出演は落ち着いた一方で、ラジオやインターネットにも活動の場を置いている。所属事務所を同じくするハロー!プロジェクト関連の仕事も多い。
2005年12月27日、11歳年上のクリエイティブ・ディレクター、若槻善雄との結婚を発表。2006年1月1日に婚姻届を提出。その後夫婦で世田谷の一軒家に引っ越したが、お互いに国内外を飛び回る生活ですれ違いが生じた。
2010年4月15日、若槻と離婚。離婚後は代々木上原に転居。
2013年3月3日、TOKYO No.1 SOUL SETの川辺ヒロシと再婚。再婚後は都内のマンションで暮らしている。
2023年1月1日、所属事務所をジェイピィールームからアップフロントクリエイトへ移籍。
2024年7月10日、ワーナーミュージック・ジャパンよりリリースされた楽曲を各サブスクリプション型（定額制）音楽ストリーミングサービスで配信開始。同年8月13日、アップフロントワークスよりリリースされた楽曲も合わせて全楽曲を配信開始。

## エピソード

### 芸能界入り
鈴鹿市で両親と4歳上の兄のもとで育ち、両親は隣町の四日市市で飲食店(昼は定食屋、夜は居酒屋)を営んでいた。母親は店に働きに行った後子どもたちの夕食作りのために一時帰宅し、それを終えると再び店に戻っていた。父とは会話する時間がほとんどなかったため、子供の頃は交換日記でコミュニケーションを取っていた。保育園の卒園アルバムに「ピンク・レディーみたいになりたい」と書くなど、幼い頃から歌手に憧れていた。
高校進学後に名古屋の歌の学校に通い始め、1990年(3年生の頃)に本格的に歌手を目指すため上京を決意。父親との話し合いで、「いい加減な気持ちでやらない」との誓約書を交わして許可を得た。知人のつてを頼って単身上京した後三軒茶屋のアパートで暮らし、以降夜間高校に通いながらデビューを目指した。この頃は実家からの仕送りだけでは足りず、節約のため学校には毎日1時間ほどかけて徒歩で通った。
1991年に選ばれた「桜っ子クラブさくら組」では、メンバーたちとはアイドルとしてライバル意識を持ちながらも、同じ道を志す仲間という関係だった。この活動を通じて翌年の春に芸能事務所会長と出会ったことで、同事務所所属と歌手デビューが決まった。ソロ歌手としては売れなかったが、しばらくして様々な人気バラエティ番組への出演が決まり、寝る間もないほど忙しくなった。

### フランス留学
20歳のある日、たまたま聴いたフランス・ギャルの音楽が心に刺さったことがきっかけとなり、フランス文化に惹かれ始めた。その後20代後半で仕事をもらえることに感謝しつつも、「流れの早い芸能界の中で自分に何が残るんだろう」との悩みが生じ、「何か取り柄を身につけよう」との想いからフランス語を学ぶことを決意。事務所会長やマネジャーなどに留学の意思を告げると、ひとまず3ヶ月間の約束で1999年にタレント活動を休止して渡仏した。
パリの語学学校に通ったがフランス語が思うように身につかず、意思疎通できないもどかしさを感じたまま3ヶ月が過ぎる。一時帰国して気持ちをリセットし、事務所に留学の延長を申し出た後、パリの別のマンションに引っ越して語学学校に通い直す。結局先の3ヶ月と合わせて計約2年間に及ぶ留学生活となり、フランス語の修得と「後悔しない生き方」を得た。留学の2年の間に仕事現場が様変わりし、本人が30代にさしかかることもあり、仕事について見直す機会になった。以前は苦手で断ってた仕事も積極的に受け入れてやるようになった。

### その他
常盤貴子とは深夜ミニドラマ『シャンプータイム』（日本テレビ系）で共演して以来の親友で、舞台公演やトーク番組出演などの際、互いにお花を送り合ったりしている。
「桜っ子クラブ」の企画で淡谷のり子を訪問した際に、訪問したメンバーの中で唯一「歌手としての素質がある」と言われた。
2007年11月に『ズバリ言うわよ!』（TBS系）に出演した際、細木数子から「37、8〜40歳までに離婚すると思います」と予言を受けた。その後、予言が的中し実際に当時37歳で若槻と離婚する結果となった。
10代後半の頃、下剤を使った減量を試み、通常2錠位で済ませるところを7・8錠飲んでいたが、当然体を傷める結果となり下血が出たことからやめたという。
兄がおり、名古屋市内でおでん屋「花月」を経営していたが、2013年3月閉店。
川辺ヒロシとの婚姻届の証人は、加藤がデビュー当時から世話になっている明石家さんまと、川辺が昔から親しい石野卓球が務めた。
上京から現在(2022年9月時点)までの約30年の間に、都内で10回以上引っ越しを経験している。引っ越しの理由はいくつかあるが、20代の頃は住所がなぜかファンにすぐにバレてしまうことから、2年前後で引っ越しを繰り返していた。
趣味は畑仕事。2010年前後にテレビの仕事で野菜づくりを経験したことがきっかけで、以降農家に畑を借りて色々な野菜を栽培している。

## 音楽
フレンチ・ポップスに造詣が深く、フランス留学のきっかけになるほど。自身も2005年のアルバム『Les oiseaux bleu』で本格的にフレンチ・ポップスの名作をカバー。
ライブではギター、パーカッションからなる少人数の際に、自身もピアニカを演奏することもある。
ホフディラン、スチャダラパー、フランスのミュージシャンではマチュー・ボガートなどと交流がある。

## 主な出演作品

### テレビドラマ
- シャンプータイム（1993年、日本テレビ）
- 東京大学物語（1994年、テレビ朝日系）
- 最高の恋人（1995年、テレビ朝日系） - 岸本真理子 役
- ガラスの靴（1997年、日本テレビ系） - 安藤夏 役（主演）
- 凄絶!嫁姑戦争 羅刹の家（1998年、テレビ朝日系） - 小椋杳子 役（主演）
- 独身生活（1999年、TBS系） - 杉原あゆみ 役
- バーチャルガール 第2話（2000年、日本テレビ系） - 西川栞 役
- 湘南瓦屋根物語（2002年、テレビ東京系） - 鈴木英子 役
- リトルホスピタル（2003年、テレビ東京系） - 鈴木紀子 役
- ケータイ刑事 銭形結 第4話（2010年、BS-TBS）
- 461個のありがとう。 〜愛情弁当が育んだ父と子の絆〜（2015年、NHK BSプレミアム）
- 家族の写真（2022年、東海テレビ） - 望月香世子  役[11][12]

### バラエティ
- 歌謡びんびんハウス（1992年4月 - 1993年3月、テレビ朝日系） - 司会
- 森田一義アワー 笑っていいとも!（1994年10月 - 1998年3月、フジテレビ系）[注釈 8]
- マジカル頭脳パワー!! （1994年11月 - 1999年9月、日本テレビ系） - 準レギュラー→レギュラー[注釈 9]
- 投稿!特ホウ王国（1994年 - 1996年、日本テレビ） - 審査員として不定期出演
- クイズ世界はSHOW by ショーバイ!!（1994年9月 - 1996年9月、日本テレビ系） - 準レギュラー
  - 新装開店!SHOW by ショーバイ!!
  - 新装開店!SHOW by ショーバイ2
- 超天才・たけしの元気が出るテレビ!!（1995年 - 1996年、日本テレビ）
- THE夜もヒッパレ（日本テレビ） - 不定期出演
- 大発見!恐怖の法則（1996年10月 - 1997年9月、ABCテレビ制作）
- スーパーマリオクラブ（1993年頃、テレビ東京系） - 司会
- スーパーマリオスタジアム（1993年10月 - 1996年6月、テレビ東京系） - 司会
- 64マリオスタジアム（1996年7月 - 1998年3月、テレビ東京系） - 司会
- 恋するアミパラ（1998年10月 - 1999年3月、テレビ朝日）
- ウンナンの炎のチャレンジャー（1997年頃 - 2000年3月、テレビ朝日系）
- 目撃!ドキュン（1997年頃 - 2002年6月、テレビ朝日系）[注釈 10]
- ハローランド（2002年4月 - 2003年3月、フジテレビ系）
- セクシー女塾（2003年4月 - 9月、テレビ東京系）
- 愛のエプロン（2005年3月、テレビ朝日系）評価は「中エプ」
- っちゅ〜ねん!（2005年4月 - 2006年3月、毎日放送制作、関西ローカル） - 火曜レギュラー
- ちちんぷいぷい（2006年 - 、毎日放送） - 月曜→水曜レギュラー
- ナイトinナイト・きになるオセロ（2006年頃 - 、ABCテレビ制作、関西ローカル） - 準レギュラー
- ハピふる!（2007年10月 - 2008年9月、フジテレビ系） - 月曜レギュラー
- FILM FACTORY（2008年、テレビ東京系）
- 復活!スーパーマリオクラブ （2010年12月25日、テレビ東京系） - 司会
- BS1スペシャル「デーモン閣下がモノ申す!ドキュメンタリー♪スタジアム」（2012年、NHK BS1）
- ロンドンハーツ女性芸能人真夏のスポーツテスト（2012年8月28日、テレビ朝日系）
- ローカル路線バス乗り継ぎの旅 第12弾 松阪〜松本（2012年9月1日、テレビ東京系）
- スイッチ!（2013年4月 - 、東海テレビ制作） - 水曜レギュラー
- ごごナマ 知っトク!らいふ「おうち改造計画!すてきなカフェスタイルに」（2017年10月30日、NHK総合） - ゲスト
- あさドレ♪（2024年10月17日 - 、中京テレビ） - あさドレ♪ファミリー（コメンテーター）

### ドキュメンタリー・教養番組
- 六大陸まちかど紀行 スペイン（NHK BS hi）
- おしゃれ工房（NHK教育）
- アートエンターテインメント 迷宮美術館（2008年、NHK総合・BS hi・BS2）
- 知りたがり!（2010年4月 - 、フジテレビ）
- NHK海外ネットワーク（2012年7月21日、NHK総合）
- 月刊やさい通信「8月号」（2012年、NHK総合）
- やまがた発!旅の見聞録（2014年、山形放送ほか） - 山形を旅する人（平成26年度ナビゲーター）
- ぐるっとスイス（2015年7月19日 - 10月4日、全12回、BSフジ） - 旅人
- 趣味どきっ!「家で楽しむ私のカフェスタイル」（2017年10月4日 - 11月29日、全9回、NHK Eテレ）

### ラジオ
- すっぴん!（2012年4月 - 、NHKラジオ第1放送） - 火曜日担当パーソナリティ
- トーキング ウィズ 松尾堂（2012年4月 - 、NHK-FM）
- 夜はこれから（TBSラジオ）
- 加藤紀子と松下里美の20/20（TBSラジオ）
- 加藤紀子の黒BUTA音楽牧場（文化放送）
- つかちゃん紀子のGOGOヒットパラダイス（ニッポン放送）
- MBSヤングタウン（MBSラジオ）
- 地中海 SOUND STROLL（NACK5）
- Renault Sunday Voyage （2018年11月 - TOKYO FM系）
- Across The View（J-WAVE）
- lecon de a.b.c.（インターネットラジオ・i-Radio、2週間に1回更新）

### ネット
- tiny tiny（#1 - #124、2017年10月26日 - 2020年3月27日、YouTube） - MC

### CM
- 江崎グリコポッキー1992年秋冬バージョン（牧瀬里穂と共演）
- NTTパーソナル中国
- トヨタ自動車・スターレット
- カルビー・ポテトチップス
- 東日本旅客鉄道（JR東日本）・ビューカード
- ニベア花王
- カネボウホームプロダクツ・プロスタイル
- ハウス食品・つるるん小町[13]、パスタココ冷製スパゲッティ他
- ライオン・ソフトインワンシャンプー
- 資生堂・ビセット
- 国内信販

### ミュージカル
- 草原の人（2003年、ル・テアトル銀座 他）松浦亜弥主演。
  - DVD化、オリジナルキャストによるサウンドトラックCDが発売された。
- ふたり（2004年、全労済ホールスペース・ゼロ 他）
- ファッショナブル（BS-TBS開局10周年記念企画）（2010年、ル・テアトル銀座 他）モーニング娘。主演。

## ディスコグラフィ

### シングル
| 枚                             | 発売日                         | タイトル                                                                      | c/w | 規格品番                       | オリコン最高位                 |
| ワーナーミュージック・ジャパン | ワーナーミュージック・ジャパン | ワーナーミュージック・ジャパン                                                | ワーナーミュージック・ジャパン | ワーナーミュージック・ジャパン | ワーナーミュージック・ジャパン |
| ------------------------------ | ------------------------------ | ----------------------------------------------------------------------------- | --- | ------------------------------ | ------------------------------ |
| 1st                            | 1992年7月25日                  | 今度私どこか連れていって下さいよ 作詞：森高千里 作曲：斉藤英夫 編曲：斉藤英夫 | 引き裂かないで二人を 作詞：森高千里 作曲：斉藤英夫 編曲：斉藤英夫                                                                     | WPDL-4307                      | 69位                           |
| 2nd                            | 1993年8月25日                  | 思いきり泣いていい 作詞：森ゆり子 作曲：斉藤英夫 編曲：斉藤英夫               | いつの日か 作詞：小野哲也 作曲：都志見隆 編曲：水島康貴                                                                               | WPDL-4330                      | 96位                           |
| 3rd                            | 1994年1月25日                  | この道を歩いてく 作詞：坂田和子 作曲：茂村泰彦 編曲：林有三                   | Melody 作詞：手塚千鶴 作曲：伊秩弘将 編曲：林有三                                                                                     | WPDL-4381                      | 95位                           |
| 4th                            | 1994年4月1日                   | 電車のひと 作詞：岩切修子 作曲：濱田理恵 編曲：高橋諭一                       | HISTORY BOOK 作詞：須貝智子 作曲：鶴由雄 編曲：鶴由雄                                                                                 | WPDL-4389                      | 圏外                           |
| One Up Music                   |                                |                                                                               | |                                |                                |
| 5th                            | 1995年10月10日                 | Truth 作詞：三浦徳子 作曲：はたけ 編曲：高橋諭一                              | 一人の夜 作詞：加藤紀子 作曲：高橋諭一 編曲：高橋諭一                                                                                 | EPDA-18                        | 33位                           |
| 6th                            | 1996年2月26日                  | 元気でいるよ 作詞：吉川みき 作曲：吉川みき 編曲：白井良明                     | 口笛ふいて 作詞：加藤紀子 作曲：高橋諭一 編曲：高橋諭一                                                                               | EPDA-23                        | 40位                           |
| 7th                            | 1996年5月10日                  | 冷たくして下さい 作詞：加藤紀子 作曲：勝山俊一郎 編曲：岩本正樹               | さよならLazy Days 作詞：三谷泰弘 作曲：三谷泰弘 編曲：三谷泰弘                                                                        | EPDA-25                        | 42位                           |
| 8th                            | 1996年10月10日                 | 小さな幸せ 作詞：加藤紀子 作曲：三木拓次 編曲：今井裕                         | 陽気にいこう 作詞：加藤紀子 作曲：高橋諭一 編曲：高橋諭一                                                                             | EPDA-31                        | 35位                           |
| 9th                            | 1997年6月25日                  | Invitation 作詞：平松愛理 作曲：アルベルト城間 編曲：清水信之                 | そばにいてほしい 作詞：三浦徳子 作曲：岩本正樹 編曲：岩本正樹                                                                         | EPDA-39                        | 59位                           |
| 10th                           | 1998年1月15日                  | ふゆがきた 作詞：康珍化 作曲：吉田拓郎 編曲：武部聡志                         | 春の匂い 作詞：加藤紀子 作曲：GONTITI 編曲：GONTITI                                                                                   | EPDA-52                        | 59位                           |
| zetima                         |                                |                                                                               | |                                |                                |
| 11th                           | 1999年1月13日                  | はなればなれに? 作詞：加藤紀子 作曲：カジヒデキ 編曲：カジヒデキ              | 悲しい言葉 作詞：加藤紀子 作曲：堀江博久 編曲：堀江博久                                                                               | EPDE-1019                      | 77位                           |
| 12th                           | 1999年5月12日                  | いちご 作詞：加藤紀子 作曲：堀江博久 編曲：堀江博久                           | a・b・cのうた フランス古謡 編曲：加藤紀子                                                                                             | EPDE-1032                      | 圏外                           |
| 13th                           | 2000年2月19日                  | いつか王子様が 作詞：小西康陽 作曲：小西康陽 編曲：小西康陽                   | ジャズる心 (French/Hot Mix Version) 作詞：ロベール・ギャル 作曲：アラン・ゴラゲール 編曲：岡村みどり                                  | EPCE-5040                      | 圏外                           |
| 13th                           | 2000年2月19日                  | いつか王子様が 作詞：小西康陽 作曲：小西康陽 編曲：小西康陽                   | ジャズる心 (Japanese/Cool Mix Version) 作詞：ロベール・ギャル 日本語詞：加藤紀子 & 本城和治 作曲：アラン・ゴラゲール 編曲：岡村みどり | EPCE-5040                      | 圏外                           |

### アルバム

#### オリジナル・アルバム
| 枚                             | 発売日                         | タイトル                       | 規格品番                       | オリコン最高位                 |
| ワーナーミュージック・ジャパン | ワーナーミュージック・ジャパン | ワーナーミュージック・ジャパン | ワーナーミュージック・ジャパン | ワーナーミュージック・ジャパン |
| ------------------------------ | ------------------------------ | ------------------------------ | ------------------------------ | ------------------------------ |
| 1st                            | 1994年3月10日                  | de beaux                       | WPCL-814                       | 圏外                           |
| One Up Music                   |                                |                                |                                |                                |
| 2nd                            | 1996年5月25日                  | flower diamond                 | EPCA-7007                      | 42位                           |
| 3rd                            | 1998年2月5日                   | souvenir                       | EPCA-7014                      | 40位                           |
| zetima                         |                                |                                |                                |                                |
| 4th                            | 1999年5月21日                  | la fraise                      | EPCE-5019                      | 圏外                           |

#### カバー・アルバム
| 枚     | 発売日        | タイトル         | 規格品番  | オリコン最高位 |
| zetima | zetima        | zetima           | zetima    | zetima         |
| ------ | ------------- | ---------------- | --------- | -------------- |
| 1st    | 2005年5月11日 | Les oiseaux bleu | EPCE-2032 | 圏外           |

### 映像作品
| 枚                             | 発売日                         | タイトル                         | 規格品番                       |
| ワーナーミュージック・ジャパン | ワーナーミュージック・ジャパン | ワーナーミュージック・ジャパン   | ワーナーミュージック・ジャパン |
| ------------------------------ | ------------------------------ | -------------------------------- | ------------------------------ |
| 1st                            | 1992年9月25日                  | 今度私どこか連れていって下さいよ | WPVL-8518                      |
| One Up Music                   |                                |                                  |                                |
| 2nd                            | 1996年11月11日                 | 小さな幸せ                       | EPVA-4                         |

### タイアップ曲
| 楽曲                             | タイアップ                                                |
| -------------------------------- | --------------------------------------------------------- |
| 今度私どこか連れていって下さいよ | テレビ朝日系『BIN-BIN HOUSE』エンディングテーマ           |
| 思いきり泣いていい               | テレビ東京系『スーパーマリオクラブ』エンディングテーマ    |
| この道を歩いてく                 | テレビ朝日系『BIN-BIN HOUSE』エンディングテーマ           |
| 電車のひと                       | 資生堂『ビセット』イメージソング                          |
| Truth                            | JR東日本『ビューカード とれTEL』CMソング                  |
| Truth                            | テレビ東京系『スーパーマリオクラブ』エンディングテーマ    |
| 元気でいるよ                     | JR東日本『ビューカード』CMソング                          |
| 元気でいるよ                     | テレビ東京系『スーパーマリオクラブ』エンディングテーマ    |
| 冷たくして下さい                 | ハウス食品『冷製スパゲッティ』CFイメージソング            |
| 冷たくして下さい                 | テレビ東京系『スーパーマリオクラブ』エンディングテーマ    |
| 小さな幸せ                       | JR東日本『ビューカード』CMソング                          |
| 小さな幸せ                       | ABC・テレビ朝日系『大発見!恐怖の法則』エンディングテーマ  |
| ふゆがきた                       | 日本テレビ系『TVおじゃマンボウ』エンディングテーマ        |
| はなればなれに?                  | 国内信販『KC CARD WAKU WAKU 1・2・3キャンペーン』CMソング |

## 書籍

### 写真集
- PARADISE LOST（1992年12月5日、近代映画社、撮影：山岸伸） ISBN 4-7648-1704-7
- 紀子図鑑（1993年6月10日、近代映画社、撮影：山岸伸） ISBN 4-7648-1715-2
- storm（1993年10月1日、TIS、撮影：野村誠一） ISBN 978-4-88618-086-5
- Pure（ピュール）（1994年10月28日、講談社、撮影：野村誠一） ISBN 4-06-305032-7
- はなうた（1995年10月25日、UP-FRONT BOOKS、撮影：尾形正茂） ISBN 4-8470-2409-5
- そら（1996年10月10日、UP-FRONT BOOKS、撮影：久保田昭人） ISBN 4-8470-2440-0
- 糸（1999年3月23日、UP-FRONT BOOKS、撮影：久保田昭人） ISBN 4-8470-2533-4

### 著書
- ほんわかで行こう!（1997年、角川書店） ISBN 4-04-883495-9 - 『ザテレビジョン』の連載を単行本化
- 私にも出来たいくつかの事 -フランスにて-（2003年、集英社） ISBN 4-08-650037-X